# Військова адміністрація
Військо́ва адміністра́ція —
1. Система військово-адміністративних органів держави або державного апарату управління;
2. Військове управління територією, зайнятою під час воєнних дій або окупованою внаслідок війни.
3. Галузь військової науки, що вивчає питання військового будівництва та правового врегулювання відношень, пов'язаних з організацією, складом, комплектуванням, управлінням і мобілізацією збройних сил, а також проходження військової служби та побуту військ. Виникнення адміністрацій військових пов'язано з появою постійних масових армій.

Військові адміністрації контролюють також питання військового законодавства, проходження служби всіма військовослужбовцями, ведення військового господарства та діловодства у військах.

## В Україні
Законом України «Про правовий режим воєнного стану» від 12 травня 2015 року передбачено, що на територіях, на яких введено воєнний стан, для забезпечення дії Конституції та законів України, забезпечення разом із військовим командуванням запровадження та здійснення заходів правового режиму воєнного стану, оборони, цивільного захисту, громадської безпеки і порядку, захисту критичної інфраструктури, охорони прав, свобод і законних інтересів громадян можуть утворюватися тимчасові державні органи — військові адміністрації.
Рішення про утворення військових адміністрацій приймається Президентом України за поданням обласних державних адміністрацій або військового командування. Військові адміністрації населених пунктів утворюються в межах об'єднаних територіальних громад.
Військову адміністрацію населеного пункту очолює начальник, який призначається на посаду та звільняється з посади Президентом України за пропозицією Генерального штабу Збройних сил України або відповідної обласної державної адміністрації. Начальником військової адміністрації населеного пункту може бути призначений відповідний сільський, селищний, міський голова.
Військові адміністрації населених пунктів формуються з військовослужбовців військових формувань, осіб рядового і начальницького складу правоохоронних органів, служби цивільного захисту та найманих працівників.
Військові адміністрації здійснюють повноваження, характерні для органів місцевої влади та місцевого самоврядування, з особливостями воєнного стану.
Через широкомасштабне російське вторгнення в Україну 24 лютого 2022 року військові адміністрації утворені в кожній області та районі, у зв'язку з чим відповідні державні адміністрації та голови таких адміністрацій набули статусу відповідних військових адміністрацій та начальників таких військових адміністрацій.